# Frances E. Willard School
Frances E. Willard School je historická školní budova na Emerald a Orleans Sts. 19134 v Port Richmondu ve Filadelfii. Návrh v neoklasickém stylu zpracoval architekt Henry deCoursey Richards a byla postavena v letech 1907–1908. Má tři patra, půdorys ve tvaru písmene E a protipožární konstrukci z betonu a cihel. Je pojmenovaná po sufražetce Frances Willard.
V roce 1987 byla zařazena do National Register of Historic Places.